# 新德米特里夫卡 (伊久姆區)
48°57′26″N 37°9′20″E / 48.95722°N 37.15556°E
新德米特里夫卡（烏克蘭語：Нова Дмитрівка）是位於烏克蘭東部的村莊，由哈爾科夫州伊久姆區的巴爾溫科韋市鎮負責管轄。該村始建於1931年，面積1.65平方公里，海拔高度104米，2001年人口230，人口密度每平方公里143.4人。